# Hermann Seuffert

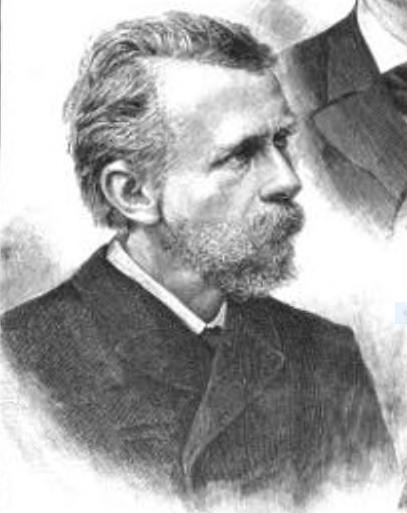
Hermann Seuffert

Hermann Seuffert (* 28. August 1836 in Ansbach; † 23. November 1902 in Bonn) war ein deutscher Strafrechtsprofessor und Rechtspolitiker.

## Leben
Hermann Seuffert wurde 1836 als Sohn des Rechtswissenschaftlers und Hochschullehrers Johann Adam von Seuffert geboren. Er besuchte in München das staatliche Maximiliansgymnasium München und studierte anschließend ab 1853 Rechtswissenschaften an der Universität München sowie an der Universität Heidelberg.
Er schloss sein Studium 1859 ab und wurde 1861 in München zum Thema „Reformatio in pejus im neueren, insbesondere bayer. Strafprozesse“ (1861) promoviert. Nach seiner ebenfalls in diesem Jahr abgeschlossenen Habilitation erhielt er 1862 die Lehrerlaubnis und wurde 1868 an der Universität München zum außerordentlichen Professor ernannt. 1872 wurde er ordentlicher Professor für Strafrecht und Zivilprozeßrecht an der Universität Gießen. 1879 erhielt er einen Ruf an die Universität Breslau und wurde dort von 1885 bis 1886 Rektor der Universität. Er setzte sich für die Berufung des bis dahin unbekannten Franz von Liszt als sein Nachfolger seines Lehrstuhls ein.
In der sich abzeichnenden wissenschaftlichen Auseinandersetzung zwischen den Anhängern eines klassischen, dem Vergeltungsgedanken verpflichteten und der von Liszt angeführten modernen, dem Präventionsmodell verpflichteten Strafrechtsschule stellte sich Seuffert zunehmend auf die Seite der Modernisierer und nahm in diesem Streit schließlich eine Schlüsselstellung ein. Besonders engagierte er sich 1888 als Gründungsmitglied der deutschen Landesgruppe der reformorientierten „Internationalen Kriminalistischen Vereinigung“ (IKV).
1890 wechselte er an die Universität Bonn, wo er Rechtsphilosophie, Strafrecht und Strafprozess lehrte und von 1896 bis 1897 Rektor war. Seuffert wandte sich nun vollständig vom strafrechtlichen Vergeltungsgedanken ab. Nach seiner Auffassung konnte der Staat seinen Bürgern allenfalls Sicherheit gewähren. In einer Reihe programmatischer Schriften und Reden setzte sich Seuffert für eine Reform des Strafrechts ein. In seinen Schriften wandte er sich außerdem gegen die strafrechtliche Erfolgshaftung und forderte die Einführung einer bedingten Verurteilung.
Seufferts Leistung als Strafrechtsreformer ist insgesamt höher einzuschätzen als seine heute eher in Vergessenheit geratenen strafrechtlichen Veröffentlichungen. Als besonderer Erfolg seines kriminalpolitischen Engagements ist zu bewerten, dass er 1902 vom Reichsjustizamt in ein „wissenschaftliches Komitee“ zur Vorbereitung des Entwurfs eines neuen Strafgesetzbuchs berufen wurde. Allerdings konnte er wegen seines unerwarteten Todes diese Arbeit nicht mehr aufnehmen.

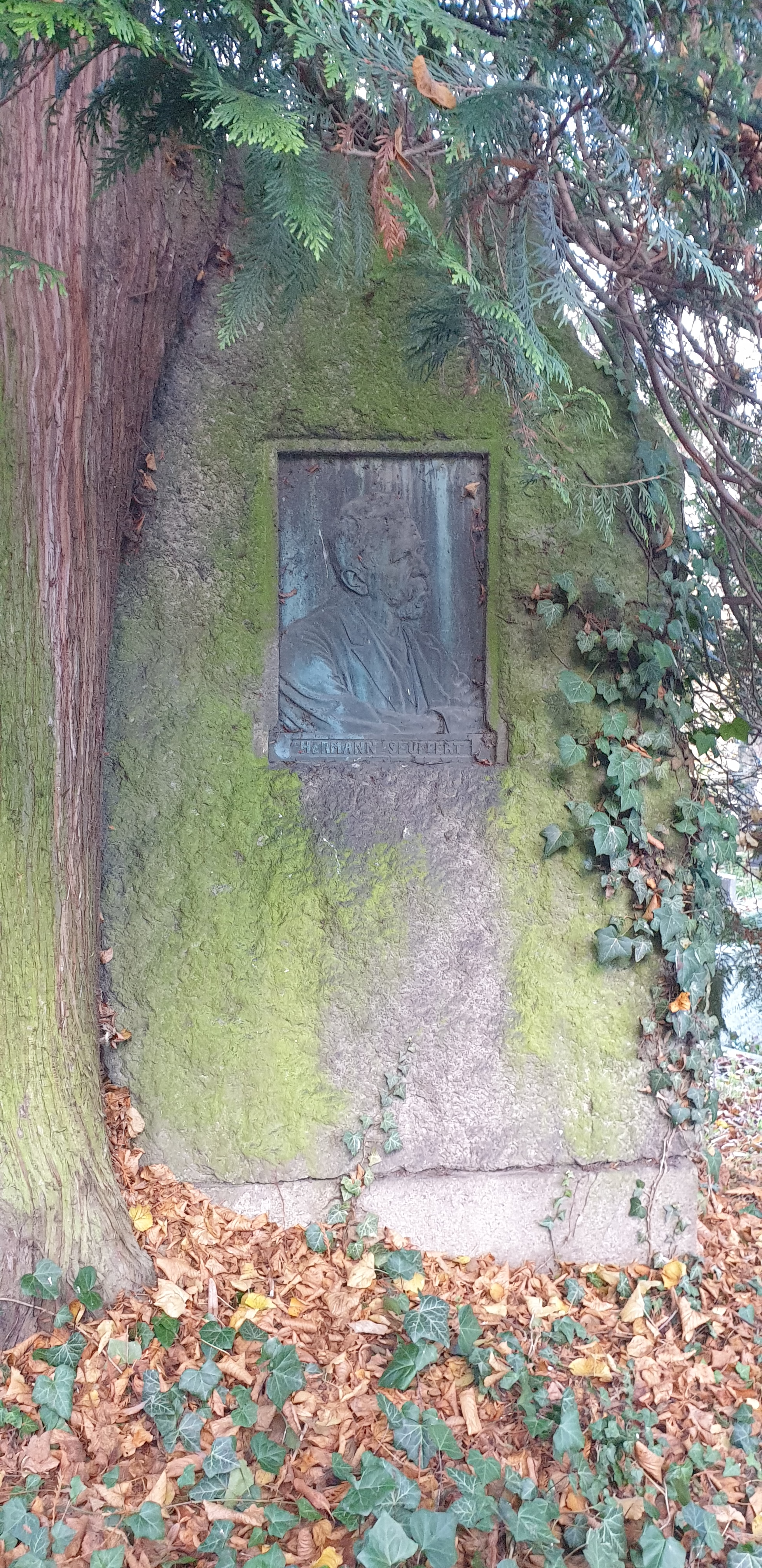
Grab Hermann Seufferts auf dem Kessenicher Bergfriedhof zu Bonn

Seuffert trat auch als Kriminologe, insbesondere Kriminalstatistiker, hervor: Anders als viele Kollegen seiner Zeit führte er die um die Jahrhundertwende gestiegene Strafverfolgungsintensität nicht nur auf eine gewachsene Kriminalität, sondern auch auf eine höhere „kriminelle Reizbarkeit“ der Öffentlichkeit zurück. Seuffert vertrat hier einen Standpunkt, der erst nach 1945 mit der soziologischen Wende der Kriminologie allgemein anerkannt wurde.

## Auszeichnungen
- 1887 – Geheimer Justizrat; Wirklicher Geheimer Justizrat

## Werke
- Hermann Seuffert: Der Faust- u. Forderungspfandgläubiger im Konkurse d. Pfandgebers. 1861.
- Hermann Seuffert: Ein Wort in d. Staatsanwaltschafsfrage. 1865.
- Hermann Seuffert: Erörterung üb. d. Besetzung d. Schöffengerichte nach d. dt. Gerichtsvfg.gesetze. 1879.
- Hermann Seuffert: Mitt. aus d. Entwurfe e. Strafgesetzbuches f. Italien, in: Jur. Fak. d. Univ. Breslau (Hg.), Festschrift zum fünfzigsten Doktorjub. d. Wirkl. Geh. Ober-Justizrats Herrn Prof. Dr. Rudolf v. Gneist am 20. Nov. 1888, 1888, S. 74–222, Neudr. 1974.
- Hermann Seuffert: Ist d. bedingte Verurteilung im Strafrecht einzuführen?, in: Verhh. d. 21. Dt. Jur.tags, 1. Band, 1890, S. 227–275.
- Hermann Seuffert: Die Strafgesetzgebung im Dt. Reich. 1893.
- Hermann Seuffert: Grundriß zu Vortrr. üb. dt. Strafprozeßrecht. 1898.
- Hermann Seuffert: Anarchismus u. Strafrecht. 1899 (archive.org).
- Hermann Seuffert: Ein neues Strafgesetzbuch f. Dtld. 1902.
- Hermann Seuffert: Unterss. üb. d. örtl. Verteilung d. Verbrechen im Dt. Reiche, Aus d. nachgelassenen Papieren d. Vf. zus.gestellt u. erg. v. E. Friedeberg. 1906

## Porträts
- Plakette von Albert Küppers (1842–1929), 1903 (Universität Bonn)